# Cimitero militare tedesco di Merano
Il cimitero militare tedesco (in tedesco: Deutscher Soldatenfriedhof Meran) si trova a Merano, a lato del cimitero militare austro-ungarico.
In questo cimitero sono raccolte le salme di 1.043 caduti germanici ed austriaci della seconda guerra mondiale in un prato di erica e sono contraddistinti da gruppi di tre croci di porfido.
All'ingresso del cimitero c'è un porticato, realizzato in blocchi di porfido e sul fondo si trova un'alta croce, lavorata con bassorilievi, posta come delimitazione al cimitero austro-ungarico.